# Pfarrhaus (Raisting)

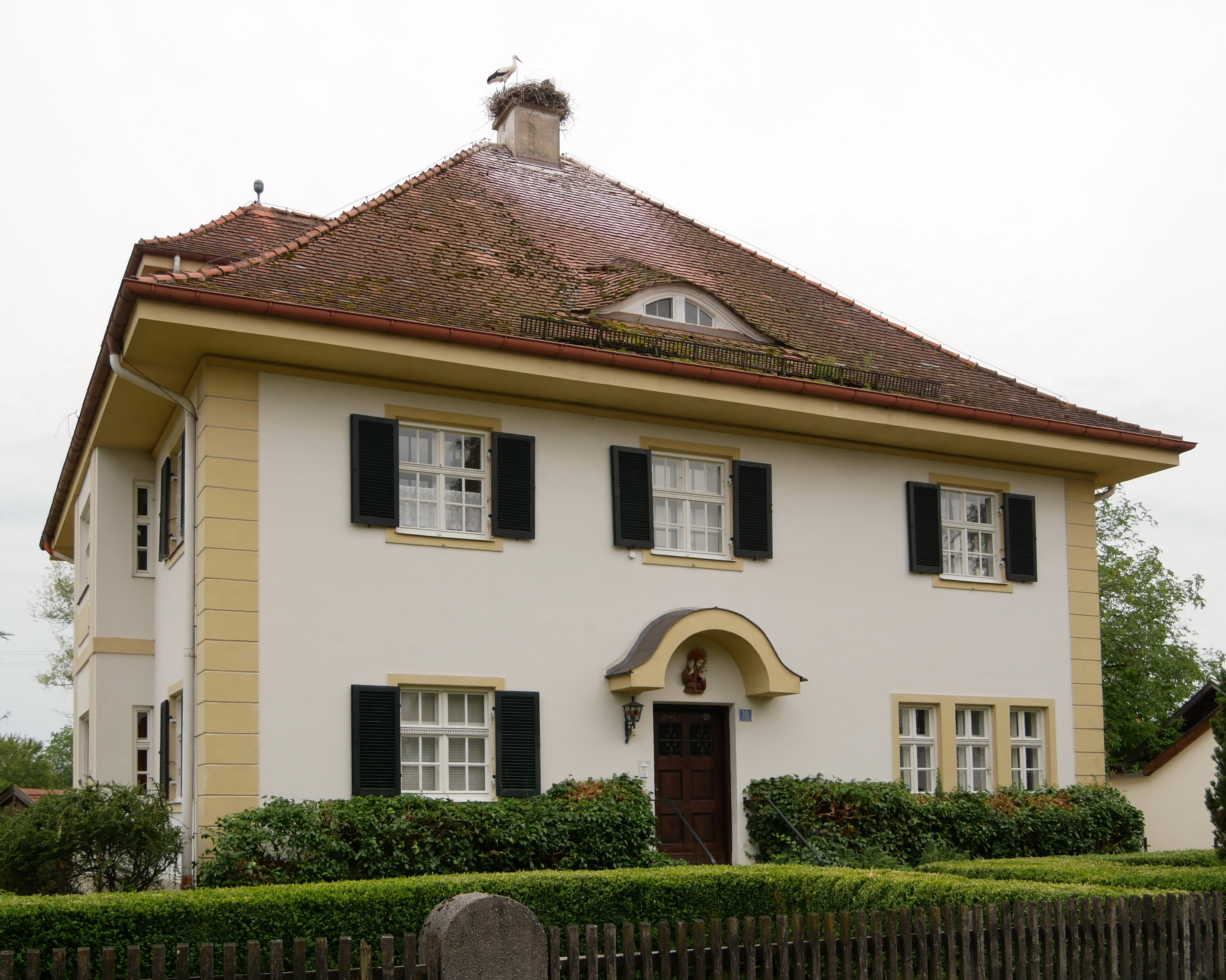
Pfarrhaus in Raisting

Das katholische Pfarrhaus in der Gemeinde Raisting im oberbayerischen Landkreis Weilheim-Schongau ist in der bayerischen Denkmalliste eingetragen. Es befindet sich im Kirchenweg 10, nahe der Pfarrkirche St. Remigius.
Der zweigeschossige Quaderbau im Villenstil mit Flacherker und weit vorragendem Walmdach wurde 1915 als Ersatz für den alten Pfarrhof in Raisting erbaut. Seitlich angebaut befinden sich eine Holzlege und Waschküche, ausgeführt als Zeltdachbau.
Heute befindet sich in dem Gebäude das Pfarrbüro Raisting der Pfarreiengemeinschaft Pähl-Raisting-Wielenbach im Bistum Augsburg.